# Aderus silaceus
Aderus silaceus es una especie de coleóptero de la familia Aderidae. Fue descrita científicamente por George Charles Champion en 1893.

## Distribución geográfica
Habita en México.